# ロスト・イン・スペース (アルバム)
『ロスト・イン・スペース』（Lost in Space）は、エイミー・マンが2002年8月に発表した4作目のスタジオ・アルバム。

## 解説
収録曲「トゥデイズ・ザ・デイ」は、アメリカ映画『イナフ』（2002年公開）のサウンドトラックに提供された曲だが、本作のために作り直されている。
本作はセールス的に成功を収め、エイミー・マンのソロ・アルバムとしては初めて母国アメリカのBillboard 200でトップ40入りを果たし、『ビルボード』誌のインディペンデント・アルバム・チャートでは1位を獲得した。また、ドイツのアルバム・チャートでも自身初のトップ40入りを果たし、最高30位に達した。
日本盤CDには、映画『アイ・アム・サム』のサウンドトラックに提供されたビートルズのカヴァー「トゥ・オブ・アス」がボーナス・トラックとして追加収録された。

## 収録曲
特記なき楽曲はエイミー・マン作。
1. ハンプティ・ダンプティ - "Humpty Dumpty" - 4:01
2. ハイ・オン・サンデー 51 - "High on Sunday 51" (Aimee Mann, Paul Dalen) - 3:14
3. ロスト・イン・スペース - "Lost in Space" - 3:27
4. ディス・イズ・ハウ・イット・ゴーズ - "This Is How It Goes" - 3:47
5. ガイズ・ライク・ミー - "Guys Like Me" - 3:11
6. パヴロフス・ベル - "Pavlov's Bell" - 4:26
7. リアル・バッド・ニュース - "Real Bad News" - 3:53
8. インヴィジブル・インク - "Invisible Ink" (A. Mann, Clayton Scoble) - 4:59
9. トゥデイズ・ザ・デイ - "Today's the Day" - 4:42
10. モス - "The Moth" - 3:46
11. イッツ・ノット - "It's Not" - 3:27

### 日本盤ボーナス・トラック
1. トゥ・オブ・アス - "Two of Us" (John Lennon, Paul McCartney) - 3:31

## 参加ミュージシャン
- エイミー・マン - ボーカル、アコースティック・ギター、エレクトリックギター、12弦ギター、ベース、ピアノ、キーボード、ドラムス、パーカッション
- マイケル・ロックウッド - エレクトリックギター、スライドギター、キーボード、テルミン
- ジョン・サンズ - ドラムス、パーカッション
- マイケル・デンネン - エレクトリックピアノ、ハープシコード
- ジェビン・ブルーニ - ピアノ、キーボード
- パトリック・ウォーレン - キーボード
- マイケル・ペン - ドラム・ループ(on 2.)
- ジェイソン・フォークナー - ベース(on 6.)
- デイヴ・パーマー - オルガン(on 7.)
- スージー片山 - ストリングス指揮(on 8. 11.)
- ジョー・メイヤー - フレンチホルン(on 11.)
- バディ・ジャッジ - バッキング・ボーカル
- ダリアン・サハナジャ - バッキング・ボーカル
- マイク・ランドル - バッキング・ボーカル
- ラスティ・スクィーズボックス - バッキング・ボーカル